# Liść bifacjalny
Liść bifacjalny – typ liścia wyodrębniony ze względu na jego pochodzenie. W liściach tego typu część grzbietowa i brzuszna liścia pochodzą od odpowiadającym im stron zawiązka.
W rozwoju:
- dorsiwentralnym – od strony doosiowej (dorsalnej) rozwija się parenchyma palisadowa, natomiast odosiowo (wentralnie) tworzy się parenchyma gąbczasta.
- ekwifacjalnym – w rozwijających się liściach, zarówno od strony doosiowej jak i odosiowej powstaje parenchyma palisadowa, natomiast gąbczasta wykształca się między tymi warstwami. W tej sytuacji strony liścia są pod względem anatomicznym i morfologicznym jednakowe, tym samym zatraca się jego grzbieto-brzuszna budowa i liść taki nazywamy izolateralnym.